# Club Atlético San Sebastián

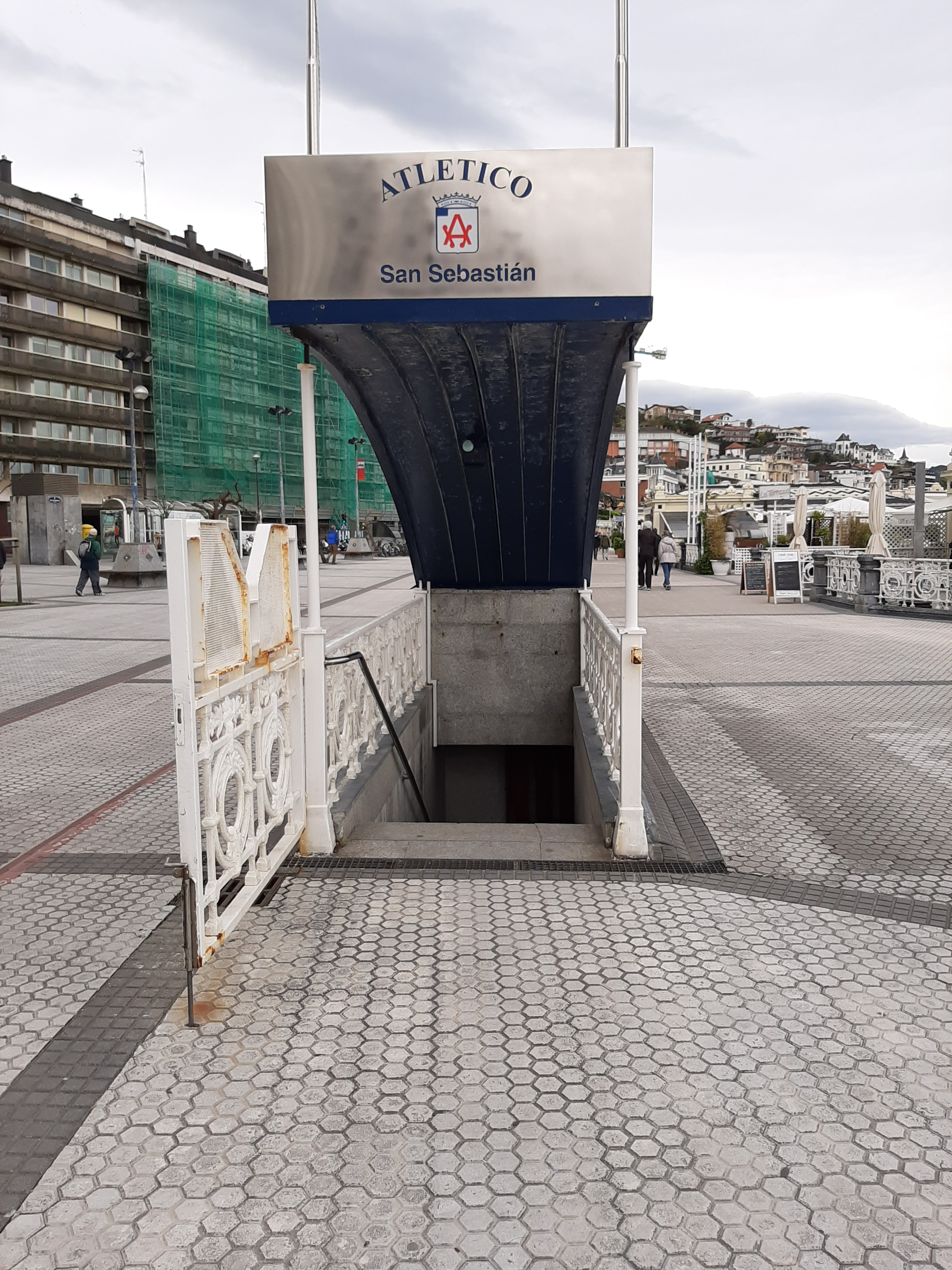
Club Atlético San Sebastián

El Club Atlético San Sebastián (también conocido como Atletiko San Sebastian) es un club polideportivo de la ciudad de San Sebastián, País Vasco (España). Fundado en 1958, cuenta en la actualidad con 4.000 socios y cerca de 1.000 deportistas federados, siendo el club aficionado más grande del País Vasco y una de las entidades socioculturales más importantes de la ciudad de San Sebastián.

## Historia
El club fue fundado en 1958 por Josean Gasca junto con un grupo de baloncestistas, algunos atletas y nadadores. A las tres primeras secciones deportivas del club se le fueron añadiendo otras hasta llegar a las 12 actuales. Una de las peculiaridades del club es su fuerte carácter polideportivo y el que no cuente ni haya contado con sección de fútbol.
En algunas modalidades ha obtenido resultados reseñables a nivel nacional. Así, en baloncesto, llegó a jugar en la Primera División de la Liga Española de Baloncesto entre 1967 y 1970. En rugby obtuvo varios campeonatos de España durante los años 70. En atletismo femenino también ganó varios campeonatos de España por clubes y sigue compitiendo actualmente en la División de Honor de clubes. En hockey sobre hierba masculino juega en la División de Honor y también ha obtenido resultados reseñables en piragüismo.
En 1973 se le premia con la Copa Stadium su contribución en la promoción y fomento del deporte.
En el año 2007 recibió la Medalla de Oro del Ayuntamiento Donostiarra.

## Instalaciones
El club posee instalaciones propias en dos zonas de la ciudad; en la Bahía de la Concha, donde se encuentra la sede social y el club cuenta con gimnasios, pistas de squash, sauna y vestuarios para los socios que acuden a la playa; y en el barrio de Ayete disponen de una ciudad deportiva que incluye un polideportivo, un campo de hierba artificial para la práctica del hockey, pistas de tenis, pistas de pádel, gimnasios, etc. El club posee también un campo de hierba natural para la práctica del rugby en las inmediaciones de esta ciudad deportiva.
Desde 2009 gestionó también las Instalaciones Deportivas Municipales de Etxadi, situadas también en el barrio de Ayete. Estas están dotadas de varias piscinas cubiertas y al aire libre, gimnasios, 2 salas polivalentes y 9 pistas de pádel.

## Secciones deportivas

### Baloncesto
Fue una de las tres secciones originales del club creadas en 1958. De hecho, Josean Gasca, el fundador y primer presidente del club, quería originalmente fundar un equipo de baloncesto. En 1967 logró el ascenso a la Primera División de la Liga Española de Baloncesto. Su jugador más destacado en esos momentos fue el internacional y olímpico Luis Carlos Santiago Zabaleta. A pesar de que el equipo siguió siendo aficionado, obtuvo el patrocinio de Fagor. En su primer año en esta categoría obtuvo la 5.ª plaza (mejor resultado jamás obtenido por un equipo guipuzcoano de baloncesto) y llegó a batir al todopoderoso Real Madrid, campeón de Europa, en el Frontón de Anoeta.
Se mantuvo dos temporadas más en la máxima categoría del baloncesto español, para perder definitivamente la categoría en 1970. La sección cayó rápidamente en picado hasta desaparecer totalmente en 1973 tras una agria pelea interna entre la directiva del club, partidaria de mantener el carácter aficionado de la sección de baloncesto, y el propio Josean Gasca, que creía en la adopción de estructuras profesionales para potenciar la sección de baloncesto. Finalmente Gasca abandonó el club que él mismo había fundado. Tras irse Gasca del Atlético fundó en 1975 un nuevo club de baloncesto, el CB Askatuak que llegó también a jugar en la Primera División de la Liga Española de Baloncesto y en la Liga ACB.
El Atlético San Sebastián recuperó su sección de baloncesto ya en la década de 1980. En esta segunda etapa, más modesta que la primera, el club no ha llegado a alcanzar la máxima categoría del baloncesto español, aunque a mediados de los años 80 llegó a la Segunda División. El carácter aficionado del club ha hecho que haya cedido el testigo, primero al CB Askatuak y luego al San Sebastián Gipuzkoa Basket Club (un club exclusivamente profesional) como equipo de baloncesto más representativo de la ciudad.

### Atletismo
Es otra de las secciones originales del club creadas en 1958. En ella y a título individual destacan las figuras de Luis Felipe Areta, saltador de triple salto que participó en tres Juegos Olímpicos consecutivos (Roma'60, Tokio'64 y México'68) y décadas más tarde,  Naroa Agirre, saltadora de pértiga y diploma olímpico.
A nivel colectivo, el equipo femenino se proclamó en 7 ocasiones Campeón de España por clubes (1966,1967,1968,1970,1971,1972 y 1978), siendo el gran dominador del atletismo femenino español por clubes durante finales de la década de 1960 y principios de 1970. Sin llegar al éxito de antaño, se mantiene actualmente en la División de Honor del Campeonato de España de clubes contando con el patrocinio de la Fundación Kirolgi de la Diputación Foral de Guipúzcoa (At.San Sebastián-Fundación Kirolgi). El equipo masculino es más débil, aunque es considerado el segundo club de Guipúzcoa por detrás de la sección de atletismo de la Real Sociedad de Fútbol.
En los Campeonatos de España de Atletismo al Aire Libre de 2011 el ATSS obtuvo 5 medallas, todas en categoría femenina; Naroa Agirre fue medalla de plata en salto con pértiga, Maitane Azpeitia obtuvo dos medallas de bronce en triple salto y salto de longitud, Jennifer Nevado fue bronce en lanzamiento de martillo y el relevo 4 x 100 del club con Alazne Furundarena, Marian Garrantxo, Amaia Alcelay y Maitane Azpeitia fue también bronce.

### Hockey sobre hierba
Esta sección se fundó en 1960 y a pesar de no haber obtenido nunca títulos, es un equipo habitual de la División de Honor de la Liga española de Hockey sobre Hierba, donde milita en la actualidad. Su mejor resultado fue un tercer puesto y actualmente lucha por ser el cuarto mejor club de España por detrás de los tres claros dominadores catalanes: Real Club de Polo, Club Egara y Club Atlètic Terrassa que prácticamente han monopolizado este deporte en España. Desde 1979 cuenta con un campo propio, actualmente de hierba artificial.
También hubo una sección femenina, pero desapereció en 1993. El equipo de la ciudad, el Real Sociedad de Fútbol suele utilizar las instalaciones. Dos jugadores han participado en los Juegos Olímpicos: Josetxo Alustiza (Múnich'72) y Alberto Carrera (Munich 72 y Montreal'76).

### Rugby
Creada a principios de los años 1960, fue muy potente en el pasado, habiendo militado muchas temporadas en la División de Honor del rugby español y habiendo ganado varios títulos. En 1968 ganó su primer Campeonato de España y al año siguiente (1969) ganó la Copa Ibérica. En 1970 se poclamó campeón de liga de España por primera vez. En 1972, 1973 y 1975 se proclamó Campeón de la Copa; mientras que en 1978 y 1979 se adjudicó de nuevo la liga.
En 1986 perdió la categoría y entró en una profunda crisis. Dos años más tarde, en 1988, sufrió una escisión y surgió de ella un nuevo club de rugby, el Bera-Bera Rugby Taldea, quedando el At. San Sebastián muy debilitado. Tras ello, surgió el Bera Bera, una escisión de jugadora de nivel más bajo pero con las mismas ganas que los del renombrado club Atlético San Sebastián. Actualmente, el Bera Bera es un club en el que jugadoras y jugadores de rugby amateur participan de cara a jugarlo y disfrutar. El ATSS es un club reservado a jugadores de mayor nivel.

### Piragüismo
El Atlético San Sebastián cuenta con una destacada sección de piragüismo en eslalon. Dos palistas del Atlético San Sebastián se clasificaron para las olimpiadas de Londres 2012, compitiendo además a gran nivel; Maialen Chourraut, que obtuvo medalla de bronce en la prueba de K-1 y Samuel Hernanz, 5.º y diploma olímpico en K-1. 

### Natación
Se creó la sección sin piscina propia por lo que los nadadores tuvieron que entrenarse en el Tenis, en Anoeta o en la misma bahía. A pesar de ello, consiguieron un buen nivel provincial, ganando varios campeonatos de Guipúzcoa en categoría juvenil. Al margen de las competiciones oficiales hay que hablar de las travesías, en las que destaca la travesía de la Concha, prueba iniciada por Gasca y organizada por el Club.
Se efectuaba un recorrido desde el club hasta la isla y vuelta el último domingo de septiembre, cerrando así la temporada veraniega. La travesía y la sección desaparecieron en 1981. En 1990 regresó la sección basándose fundamentalmente en jóvenes nadadores y la labor de base.
Tenis de Mesa
La Sección de tenis de mesa del Club Atlético San Sebastián se fundó en julio de 1984, siendo sus principales impulsores Manuel Echeto y Santiago Mendirichaga. Esta iniciativa surgió gracias al interés en desarrollar este deporte por parte de varios directivos y jugadores de los dos clubes históricos de tenis de mesa de Donostia del momento: Etxe-Alai y Larramendi Ikastetxea.
Los directivos, entrenadores y jugadores de estos clubes se integraron en el Atlético San Sebastián, en un acuerdo mutuo que permitió dar continuidad a la práctica del tenis de mesa en Donostia.
La creación de la Sección de Tenis de Mesa fué clave para fortalecer la presencia de este deporte en Donostia, creando una base sólida de jugadores y un equipo directivo comprometido.
Arrancaron esa primera temporada los jugadores: Santi Mendirichaga, Dani Egaña, Luis Echeto, Jorge Altuna, Fernando Riu y Jose Mª Muñoz-Baroja.
Desde entonces, el Club Atlético San Sebastián ha trabajado activamente en la promoción de este deporte, atrayendo a jugadores de todas las edades y niveles, y participando en diversas competiciones tanto locales como nacionales. El tenis de mesa se ha consolidado como una de las secciones más activas del club.

### Jugadores Relevantes de Tenis de Mesa en Donostia
Ander Cepas es uno de los referentes del tenis de mesa en Donostia, con un destacado palmarés internacional a sus 20 años, incluyendo medallas en diversos torneos internacionales en competición convencional y adaptada. Ha participado en los Juegos Paralímpicos de Paris 2024 obteniendo una merecidísima medalla de bronce. Su éxito refleja el crecimiento de este deporte en la ciudad.
Por su parte, la jugadora del ATLÉTICO SAN SEBASTIÁN, Tin Yuan también ha sido una figura clave del tenis de mesa en Donostia, participando en los Juegos Olímpicos de Londres 2012 y logrando ser subcampeona de España por equipos en la categoría de veteranos, además de obtener varias medallas.
El primer jugador de la sección en destacar fué Christian Zulaica. Fué internacional en categorías juveniles (junto a Iñaki Erauskin, esa temporada en el Atlético) y llegó a participar con la selección absoluta en los campeonatos de Europa en Bercy (Paris) en 1988.

### Otras secciones
Otras secciones deportivas del club son las de Béisbol-Sóftbol, Natación, Pelota vasca, Piragüismo, Tenis, Tenis de mesa, Triatlón y Voleibol.